# Мемориал героической обороны Одессы

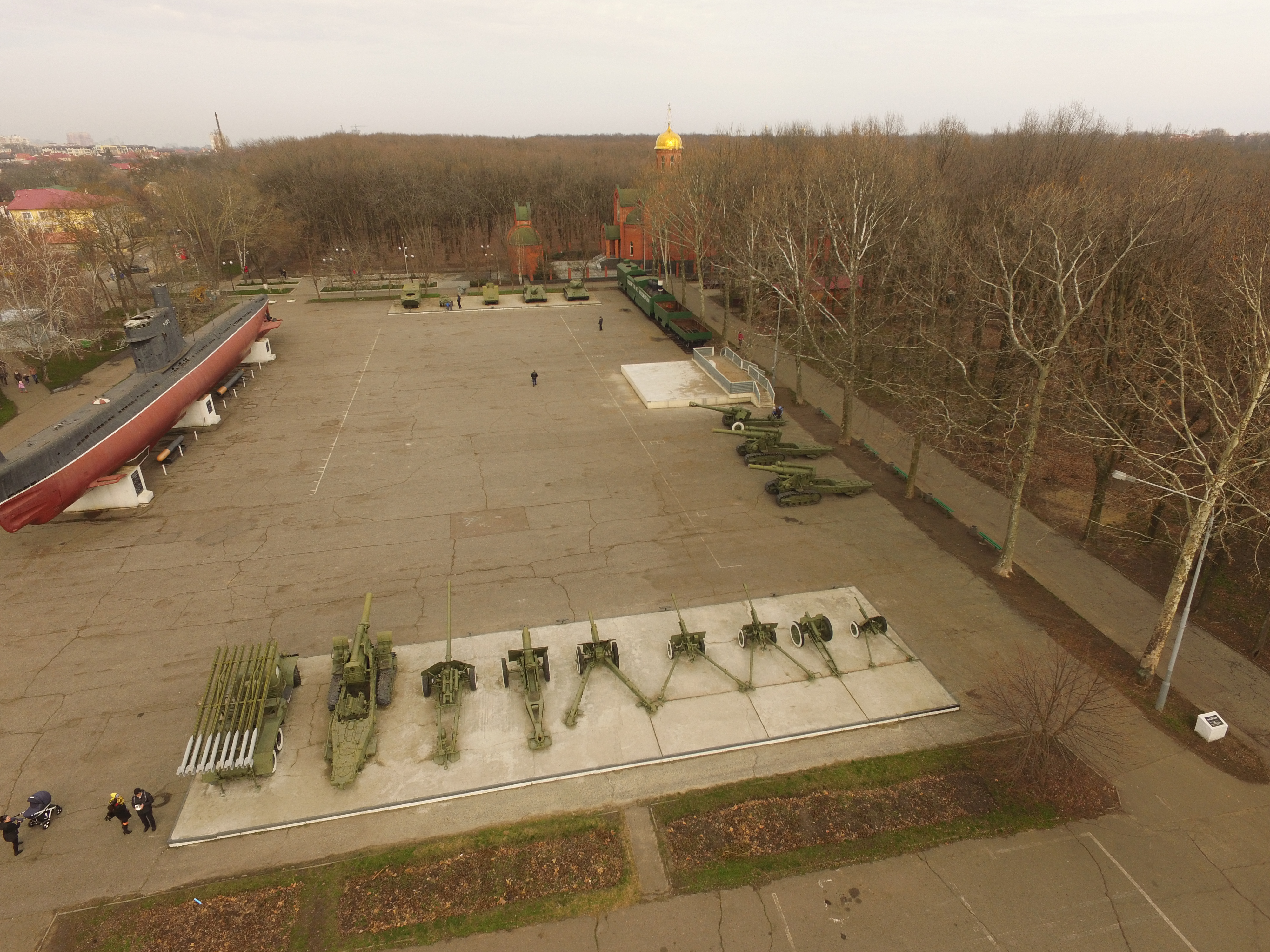
Мемориал на аэроснимке

Мемориал героической обороны Одессы 411-й береговой батареи — мемориальный комплекс, посвящённый героической обороне Одессы во время Великой Отечественной войны. В состав мемориального комплекса входят музей, выставка военной техники под открытым небом, батарея береговой обороны, большой засаженный дубами парк. Мемориал героической обороны Одессы находится на южной окраине Одессы и относится к Киевскому району.

## Батарея во время войны
За время обороны Одессы 411-я береговая батарея произвела 220 боевых стрельб, в том числе по скоплениям живой силы и боевой техники врага. Было израсходовано более двухсот тысяч снарядов. За три дня до сдачи Одессы в каждую из батарей дивизиона доставили взрывчатку. Артиллеристам зачитали датированный 1-м октябрем приказ о необходимости отступления. С 15 на 16 октября 1941 года артиллеристы батареи выпустили 230 боевых снарядов, а в 5 утра по приказу взорвали батарею и отправились на защиту Севастополя.

## Создание мемориального комплекса
Лишь в 1971 году заброшенные позиции 411-й батареи (самой крупной в 42 дивизионе) взяли под государственную охрану
Любопытно, но идея создания Мемориала изначально принадлежала не властям, а ряду трудовых коллективов и общественных организаций Одессы. Их призывы в феврале 1975 года были опубликованы в городской газете «Вечерняя Одесса» и был создан Штаб по строительству Мемориала. Значительный вклад в создание, развитие и сохранение Мемориала внесли многие предприятия, учреждения и высшие учебные заведения города.
За несколько лет до этого, решением Одесского областного Совета народных депутатов № 381 от 28.07.1971 г. огневая позиция батареи береговой обороны № 411 взята под государственную охрану как историческое место.
9 мая 1975 года состоялось торжественное открытие мемориала 411-й батареи. Открывал мемориальный комплекс известный русский писатель и военный корреспондент Константин Симонов, посещавший батарею во время жарких боев лета 1941 года.
С годами мемориал стал одним из любимых мест патриотического воспитания одесситов и местом проведения памятных мероприятий, связанных с историей румынской оккупации во Второй мировой войне.

## Экспозиция музея
На территории мемориала под открытым небом расположена выставка военной техники и вооружения армии периода Великой Отечественной войны. В том числе здесь находится известный одесский «танк» НИ («На испуг»). Это обычный трактор, обшитый противопульной броней (котловым железом). Такие машины изготавливались силами защитников осажденного города во время обороны Одессы.
Среди экспонатов, на участке железнодорожного пути стоит бронепоезд, аналогичный тому, какие производились в дни обороны города на заводе им. Январского восстания. На другом участке выставлен трамвай, который в 1941 году ходил по маршруту «Одесса-фронт»
Также под открытым небом с марта 1985 года выставлена послевоенная подводная лодка «Малютка» М-296 (А615, заводской номер 702). На лодку нанесено обозначение М-305, которое в ВМФ никогда не использовалось.
По состоянию на 2015 год в экспозиции присутствуют 2 орудия Д-20 и два зенитно-ракетных комплекса, не имеющих отношения ни к обороне города, ни к периоду Второй Мировой войны.
В парке вокруг музея восстановлена линия обороны с окопами, огневыми позициями артиллерийских и миномётных батарей. Однако окопы линии обороны, некогда полного профиля, осыпались и выглядят как небольшие канавы от пересохшего ручья.
Также на территории мемориала в 2015 году был установлен памятник героям-пограничникам 26 пограничного отряда НКВД СССР

Фотоматериалы с Викисклада
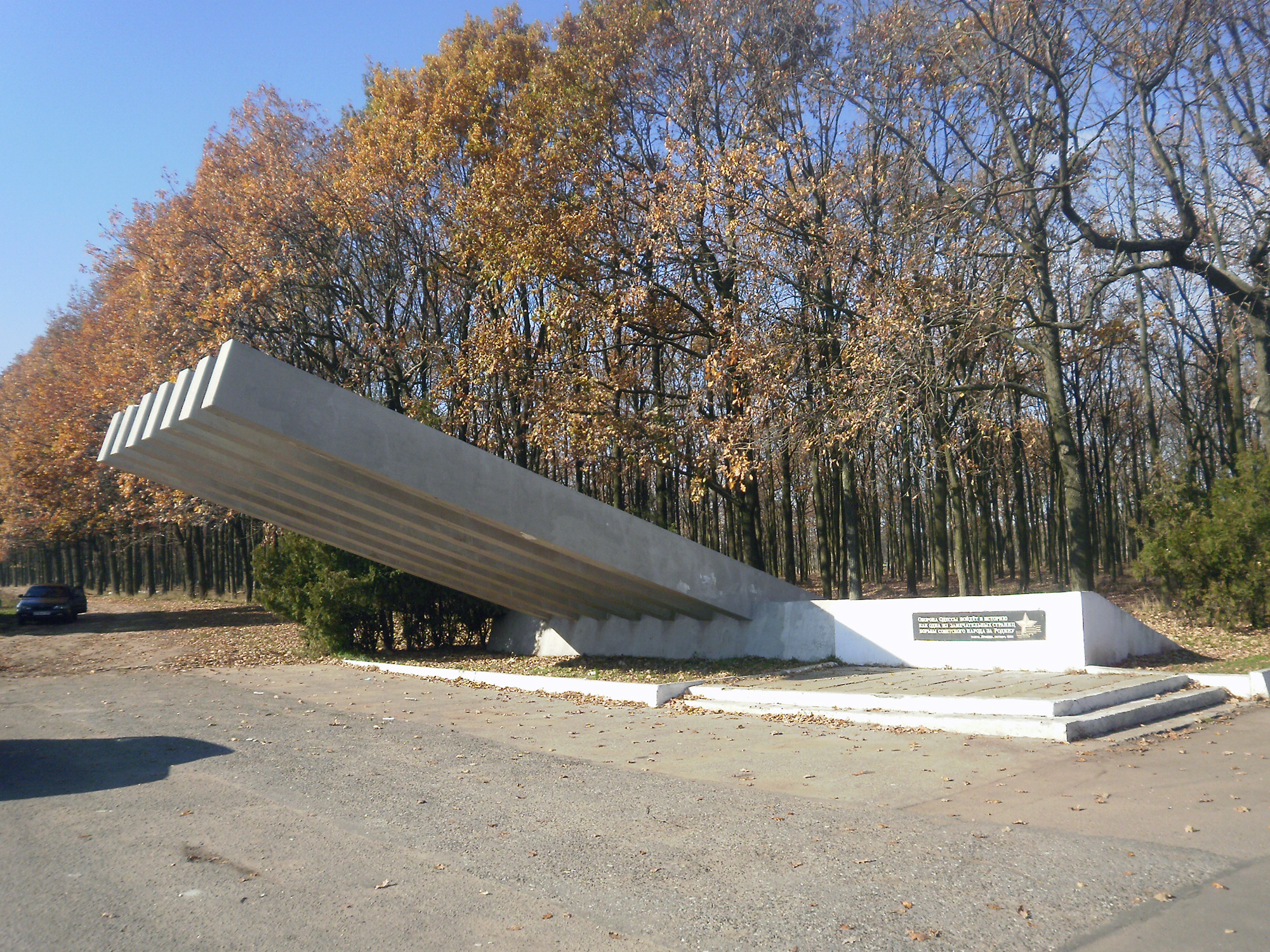
Стела «Катюша»
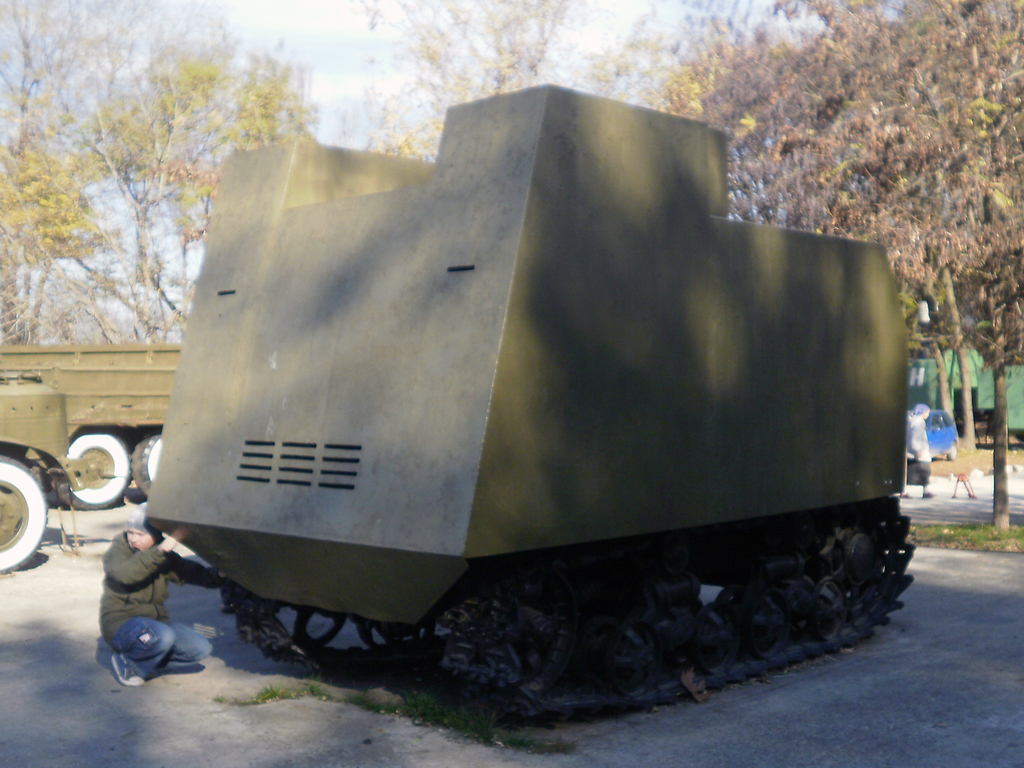
Реконструкция танка «На испуг»
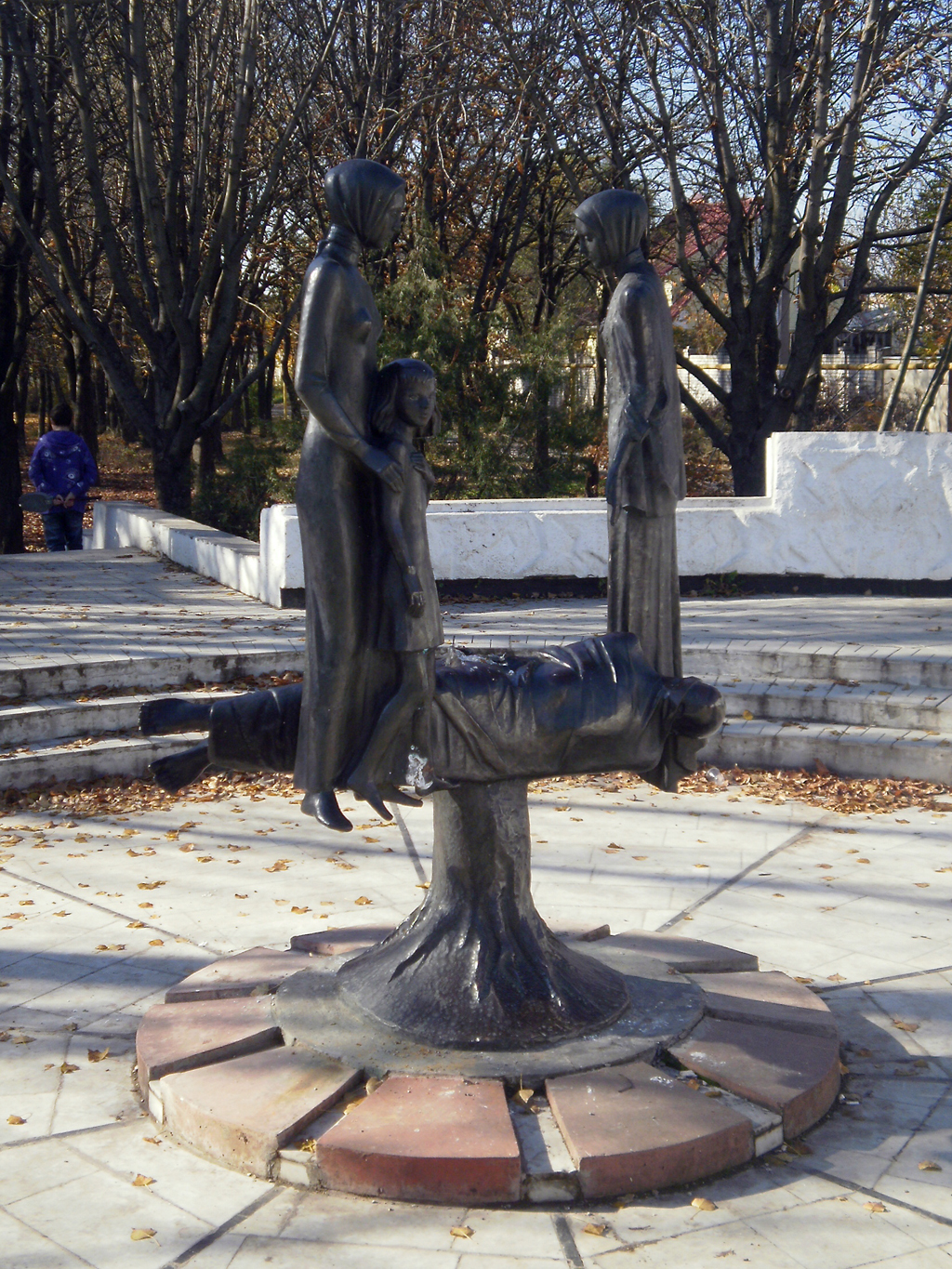
Памятник на 411 батарее
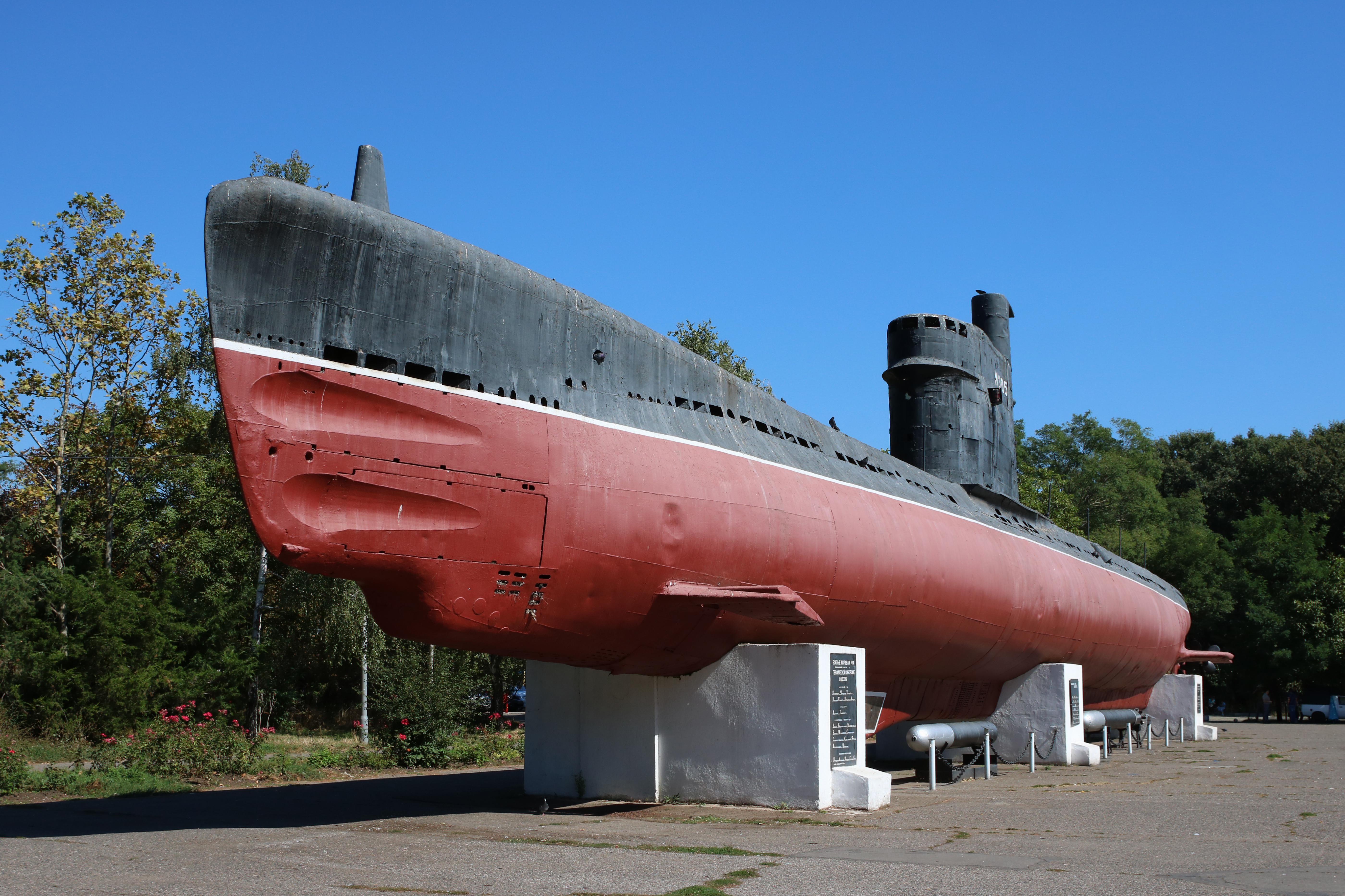
Подводная лодка М-296 серии «Малютка»
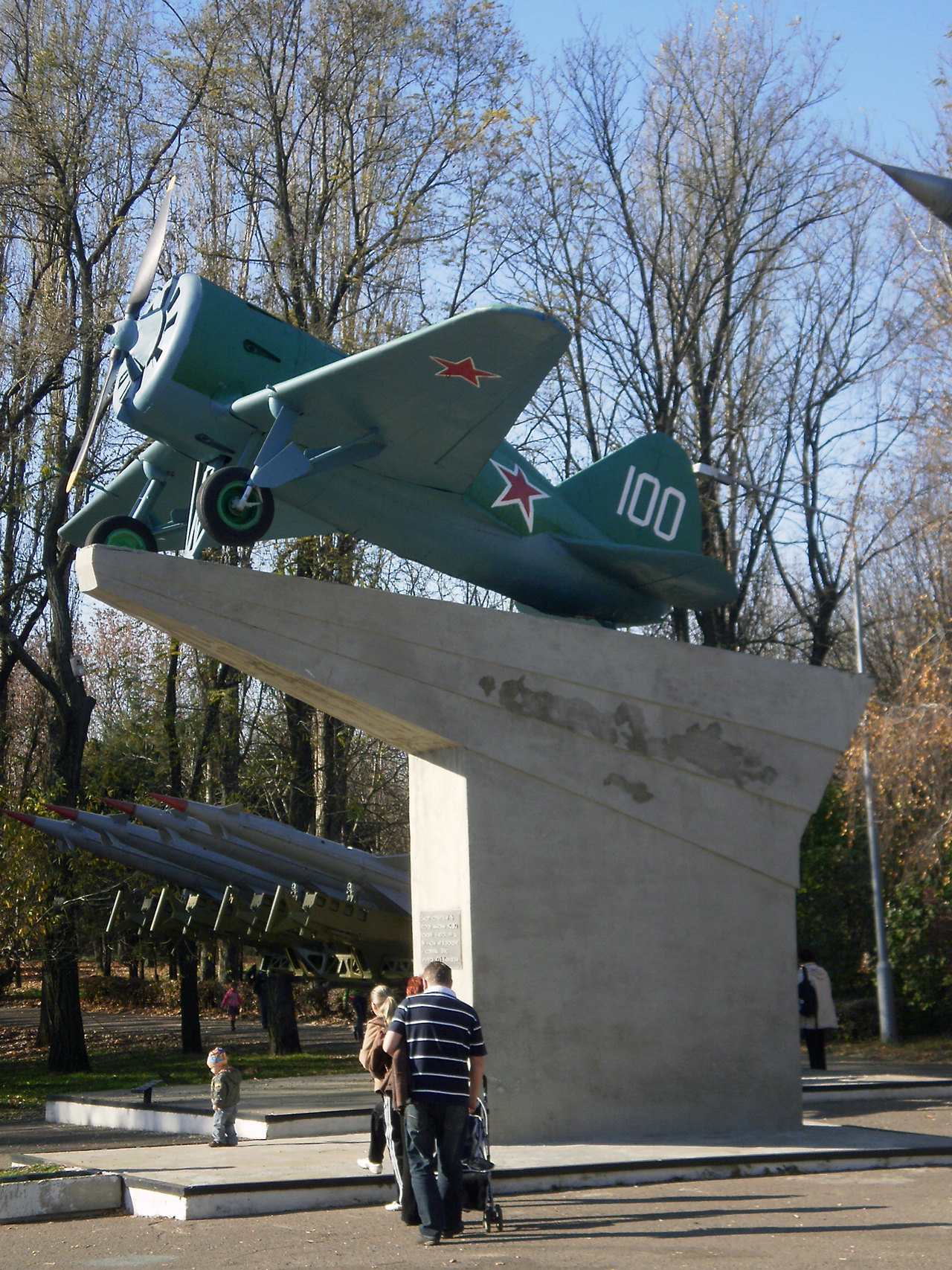
Макет самолета-истребителя И-16
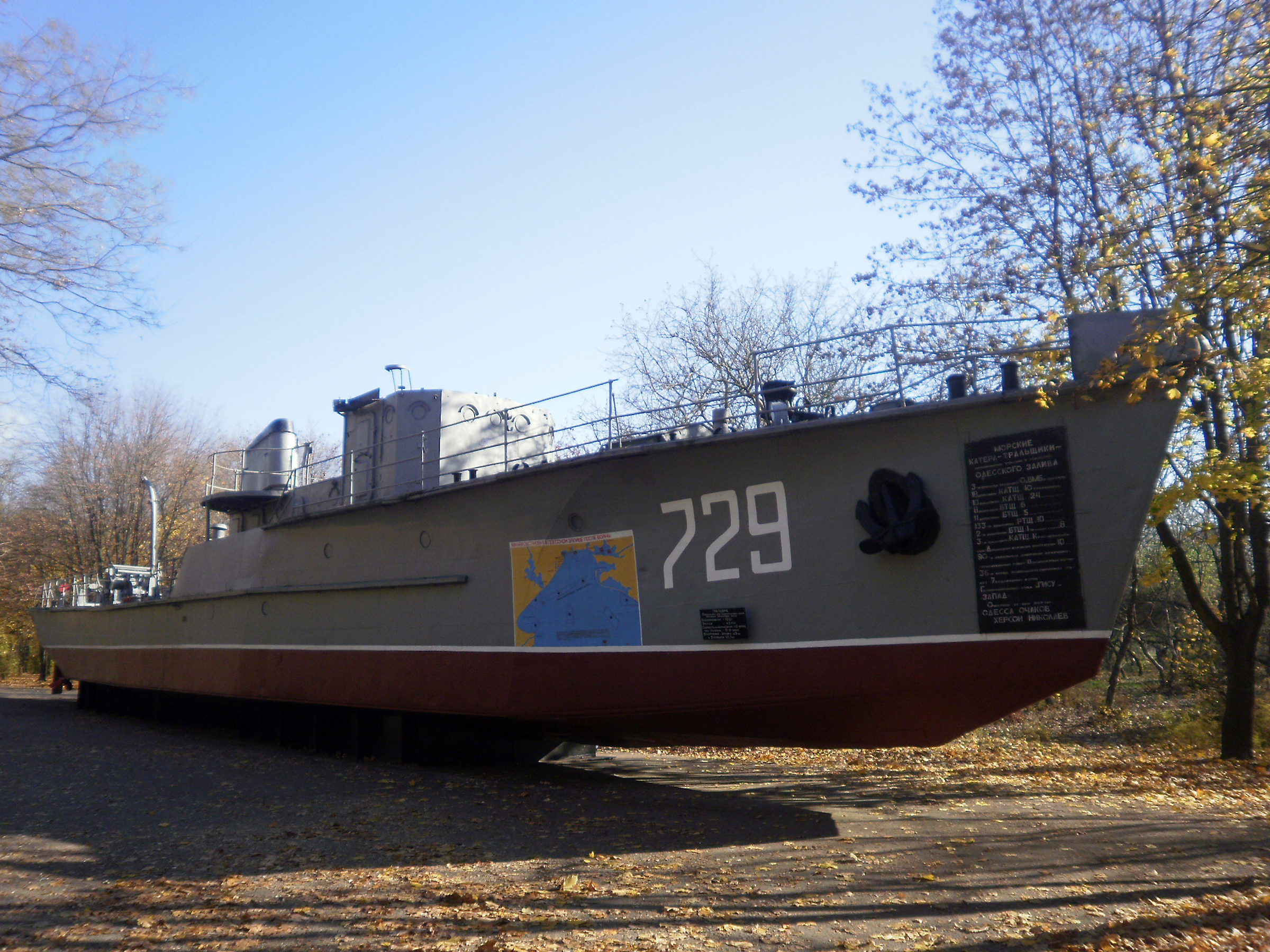
рейдовый тральщик

## Храм

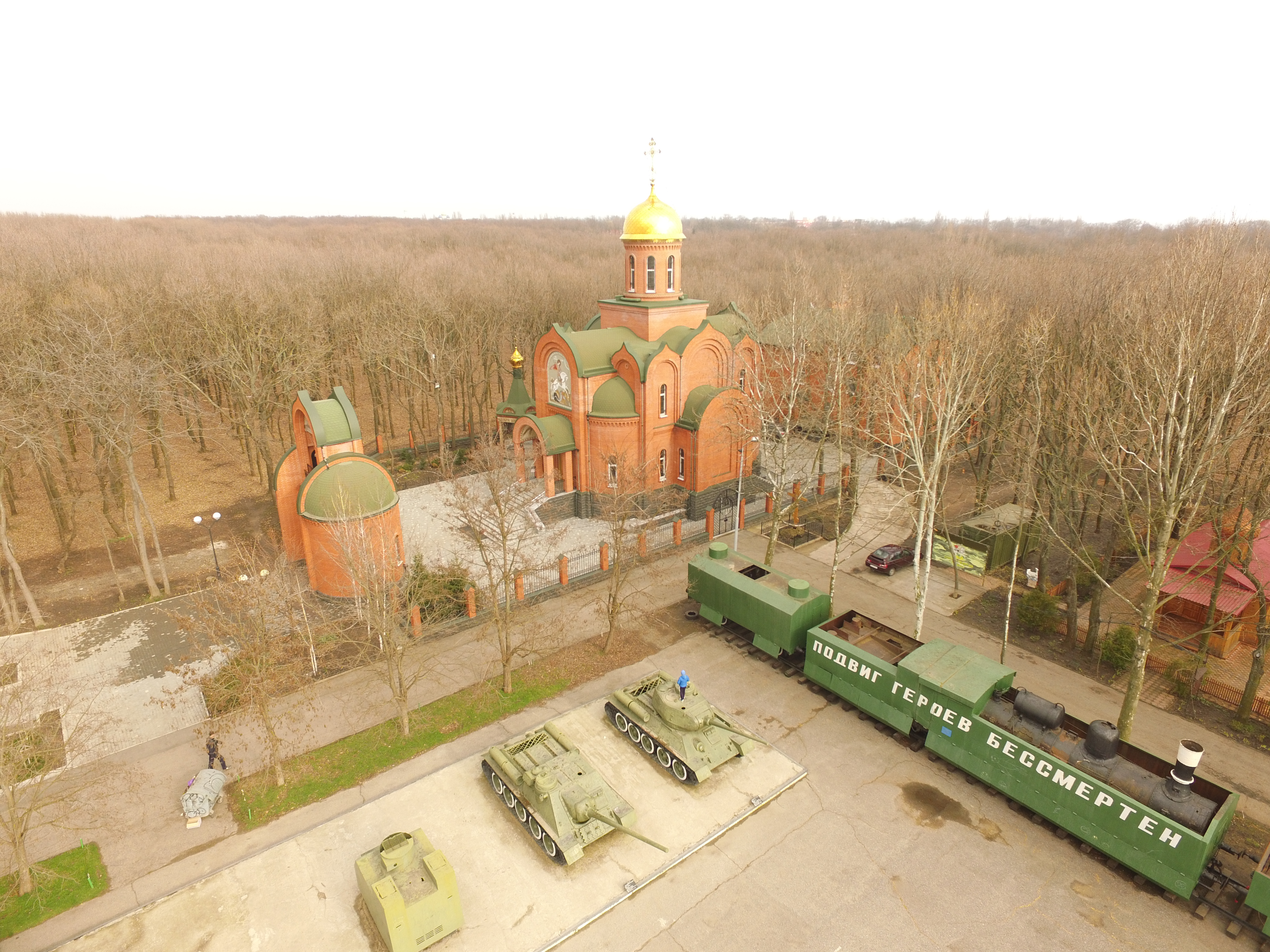
Георгиевский храм-памятник

9 мая 2006 года, митрополит Одесский и Измаильский Агафангел торжественно заложил камень в основание храма на территории мемориала в честь святого великомученика Георгия Победоносца, покровителя православного воинства и памятной доской о черноморском флоте.
Митрополит Агафангел установил памятный крест и заложил капсулу с грамотой. В основание будущего храма были заложены также частица мощей святого великомученика и целителя Пантелеимона, земля и камень со святого града Иерусалим, икона Воскресения Христова с лепестками растений из Гефсиманского сада, а окроплены святыни были водой, набранной в реке Иордан.
Храм был торжественно открыт осенью 2009 года.